# Ектомар
Ектомар (фр. Hectomare) насеље је и општина у северној Француској у региону Горња Нормандија, у департману Ер која припада префектури Евре.
По подацима из 2011. године у општини је живело 226 становника, а густина насељености је износила 110,24 становника/km². Општина се простире на површини од 2,05 km². Налази се на средњој надморској висини од 143 метара (максималној 156 m, а минималној 144 m).

## Демографија
| 1962. | 1968. | 1975. | 1982. | 1990. | 1999. | 2011. |
| ----- | ----- | ----- | ----- | ----- | ----- | ----- |
| 127   | 138   | 144   | 138   | 166   | 184   | 226   |

График промене броја становника у току последњих година